# Shannon Bogues
Shannon Bogues Jr (ur. 20 lutego 1997 w Baltimore) – amerykański koszykarz, występujący na pozycji rozgrywającego, od 2023 zawodnik Duna Aszfalt DTKH Kecshemet.
19 listopada 2020 dołączył do GTK Gliwice.

## Osiągnięcia
Stan na 1 grudnia 2023, na podstawie, o ile nie zaznaczono inaczej.
NJCAA
- Koszykarz roku konferencji NTJCAC (2017)
- Debiutant roku konferencji North Texas Junior College Athletic (NTJCAC – 2016)
- Zaliczony do:
  - I składu konferencji NTJCAC (2016, 2017)
  - składu:
    - honorable mention All-American (2017)
    - NJCAA All-Region (2017)
- Uczestnik meczu gwiazd NJCAA Men's Basketball Coaches Association All-Star Game (2017)

NCAA
- SFA George Johnson Offense Award (2018)
- Zaliczony do:
  - I składu:
    - turnieju Southland (2018)
    - dystryktu (23 – 2019)

  - II składu:
    - konferencji Southland (2018, 2019)
    - dystryktu (23 – 2018)
- Zawodnik tygodnia konferencji Southland (10.12.2018)
- Lider strzelców konferencji Southland (2019 – 17,9)[4]

Drużynowe
- Zdobywca Pucharu Szwajcarii (2023)

Indywidualne
- Uczestnik konkursu wsadów EBL, rozegranego podczas Pucharu Polski (2021 – 5. miejsce)[5]